# Eitoman
 Eitoman (エイトマン lit. El octavo hombre?) es un anime y manga futurista de ciencia ficción y cibernética. Es una creación de Kazumasa Hirai.

## Argumento
Yodoka, un agente de policía que anda en persecución de una banda de gánsters es arrollado por el vehículo de «El Caracol», jefe de los malandrines. Un científico fugitivo de la República de Armaco lo levanta y lleva a su laboratorio, donde transfiere su cerebro a un robot. Ahora en su nueva personalidad, el detective Azuma deberá pelear contra los criminales que asuelan al mundo. Éste se abastece de energía fumando unos cigarrillos especiales que se encuentran en un estuche de su cinturón.

## Personajes
- Yodoka/Azuma: es el Octavo Hombre, posee una fuerza y velocidad extraordinaria, así como la facilidad de cambiar de personalidad.
- Dr. Tani: el creador del cuerpo del Octavo Hombre; se fugó de un país dictatorial a fin de no contribuir a sus fines perversos gubernamentales.
- Teniente Tanaka: jefe de policía que solicita ayuda a Azuma al enterarse de que está vivo con su nueva personalidad; además del Dr. Tani es el único que conoce el secreto de Azuma.
- Sachiko: secretaria de Azuma. Aunque está enamorada de él, este no le corresponde.
- Ichiro: gracioso ayudante de Azuma.
- El hijo del Dr. Tani: aunque es la inspiración de la apariencia del cuerpo cibernético del Octavo Hombre, es muy malvado y termina muerto por este.

## Título en otros idiomas
- O Oitavo Homem (portugués).
- 8 Man (Eitoman) (japonés).
- El Octavo Hombre (español).
- Tobor the 8th Man (inglés).